# Nepotyzm
Nepotyzm (łac. nepos – wnuk, potomek) – faworyzowanie członków rodziny przy obsadzaniu stanowisk i przydzielaniu godności.

## Średniowiecze
Określenie powstało w XVII wieku jako opisujące powszechną praktykę wynoszenia przez ówczesnych papieży swoich bliskich krewnych (najczęściej, choć nie tylko, siostrzeńców i bratanków) do godności kardynalskiej lub książęcej oraz pozwalania im na gromadzenie bogactw pochodzących ze środków publicznych. Pochodzi ono od włoskiego słowa nipote i łacińskiego nepos, oznaczających bratanka lub siostrzeńca.
Sama praktyka była jednak już znacznie starsza. Przykładem jest Papież Kalikst III (1455–1458) z rodziny Borgia, który uczynił kardynałami dwóch swoich siostrzeńców; jeden z nich, Rodrigo, został papieżem Aleksandrem VI (1492–1503). Aleksander, jeden z najbardziej skorumpowanych papieży, podniósł Alessandro Farnese, brata swojej kochanki, do godności kardynała; Farnese został potem papieżem Pawłem III. Paweł z kolei mianował kardynałami dwóch siostrzeńców w wieku lat czternastu i szesnastu.
Praktykom tym kres położyła bulla papieża Innocentego XII z 1692.

## Współczesność
W dzisiejszych czasach o nepotyzm są niekiedy oskarżane potężne politycznie rody, jak rodziny Kennedych czy Bushów (gubernator Jeb Bush w stanie Floryda) w amerykańskiej polityce. W 2002 r. nowo wybrany gubernator Alaski, Frank Murkowski, wyznaczył swą córkę Lisę Murkowski na opuszczony przez siebie fotel senatora.
Nepotyzm jest powszechny w krajach Trzeciego Świata, gdzie lojalność wobec rodziny jest nakazem kulturowym i gdzie faworyzowanie krewnych przybiera nierzadko karykaturalne formy. W reżimach dyktatorskich zdarza się „dziedziczenie” najwyższych stanowisk w państwie, czego przykładem jest Korea Północna, gdzie stanowisko przywódcy państwa i partii po Kim Ir Senie objął jego syn Kim Dzong Il, a następnie wnuk Kim Dzong Un. Różne państwa w różny sposób regulują kwestie pokrewieństwa w administracji publicznej. Do nepotyzmu może dochodzić zarówno na poziomie państwowym (obsadzanie stanowisk politycznych), jak również w organizacjach, instytucjach i firmach.
Według raportu NIK z 2010 r. nepotyzm, klientelizm i kumoterstwo są zjawiskami często spotykanymi w polskim sektorze publicznym, w tym także w sądownictwie. Próbą systemowego rozwiązania tego problemu była ustawa z dnia 18 marca 2011 r. o zmianie ustawy – Prawo o szkolnictwie wyższym, ustawy o stopniach naukowych i tytule naukowym oraz o stopniach i tytule w zakresie sztuki oraz o zmianie niektórych innych ustaw, zakładająca ograniczenie podległości służbowej wśród członków rodziny.
Nepotyzm jest – według raportu Komisji Europejskiej z 2013 r. – znaczącym problemem polskich uczelni medycznych, na których zachodzi pokoleniowe zawłaszczenie przez rodziny lekarzy uniwersyteckich posad, katedr i klinik, które bywają przekazywane wewnątrz klanów lekarskich.